# Národní park Monte Roraima
Národní park Monte Roraima (portugalsky Parque Nacional do Monte Roraima je národní park v Brazílii, ve spolkovém státě Roraima na severu země. Byl vyhlášen v roce 1989 a jeho rozloha je 116 747,80 hektarů. Nachází se na trojmezí Brazílie-Venezuela-Guyana.

## Endemické druhy živočichů
Z endemických druhů žijících na Roraima Tepui lze jmenovat např. žáby pralesnička tepui (anomaloglossus praderioi), pralesnička roraimská (anomaloglossus roraima), rosnička Warenova (hyla warreni), rosnička lemská (hypsiboas lemai), rosnička roraimská (hypsiboas roraima), rosnička kanaimská (myersiohyla kanaima), ropucha roraimská (oreophrynella quelchii), ropucha MacConnellova (oreophrynella macconnelli), chůvnička roraimská (stefania roraimae).

## Fotogalerie

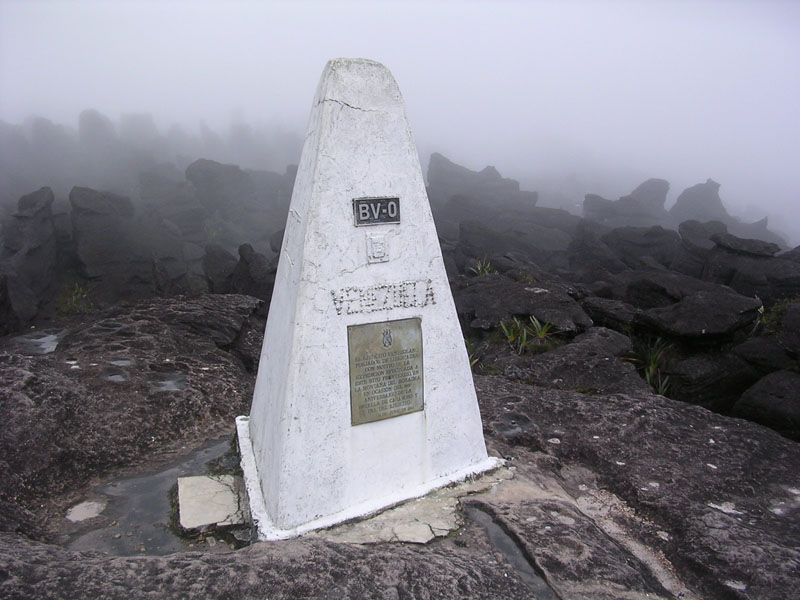
Hraniční kámen na trojmezí Brazílie, Guyany a Venezuely
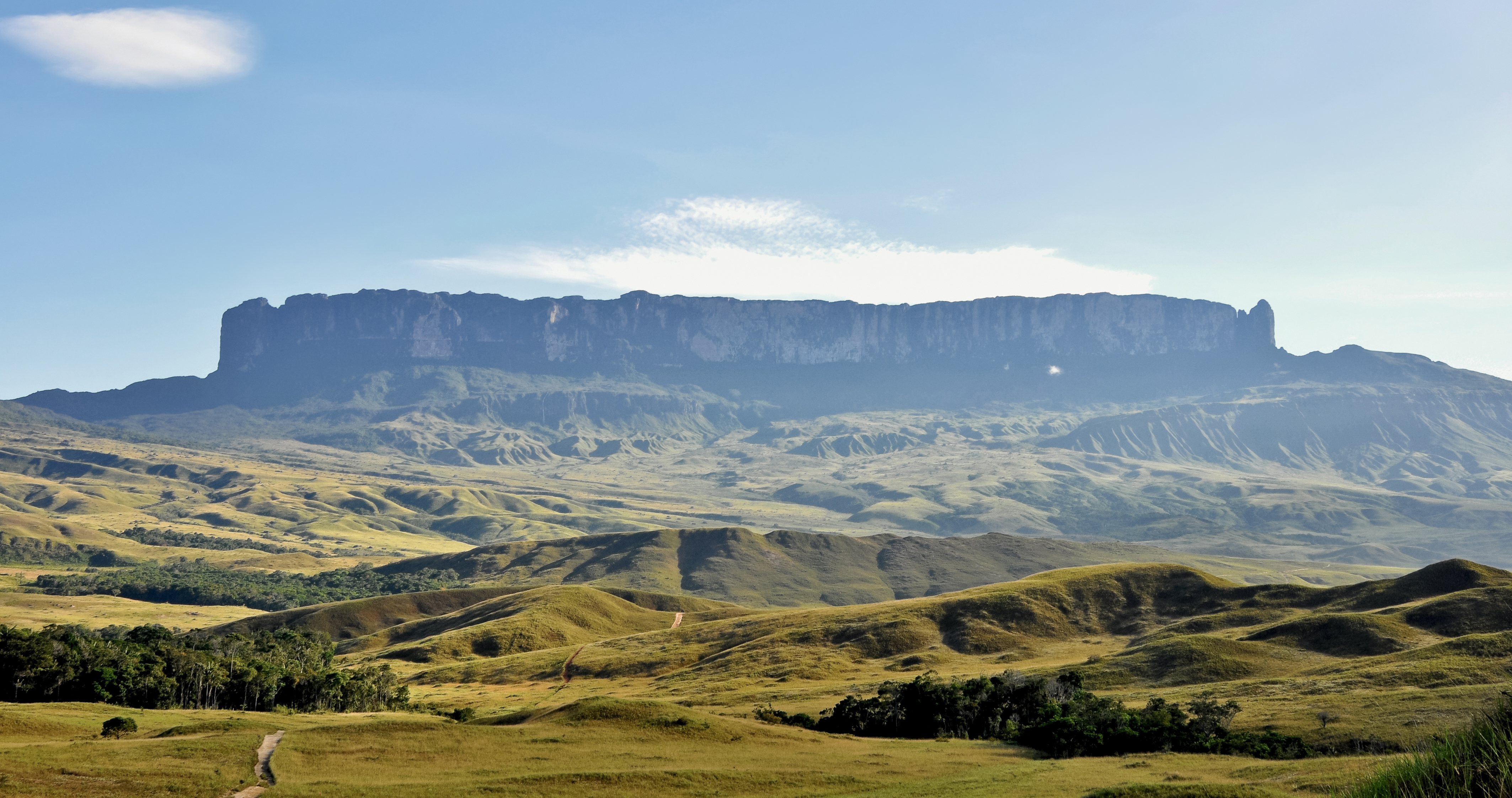
Monte Roraima
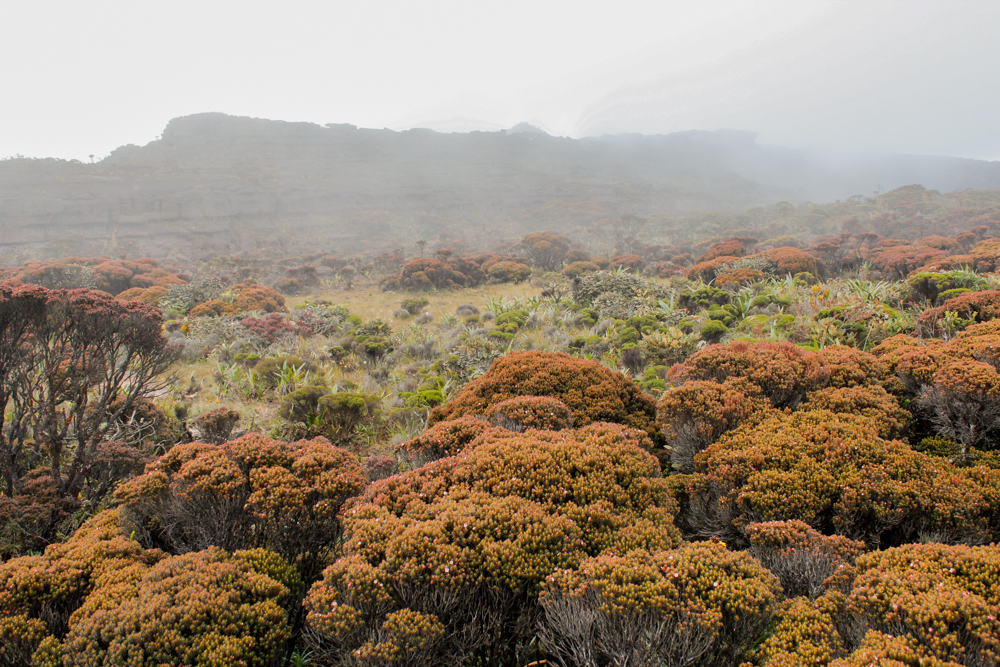
Porosty bonnetie roraimae
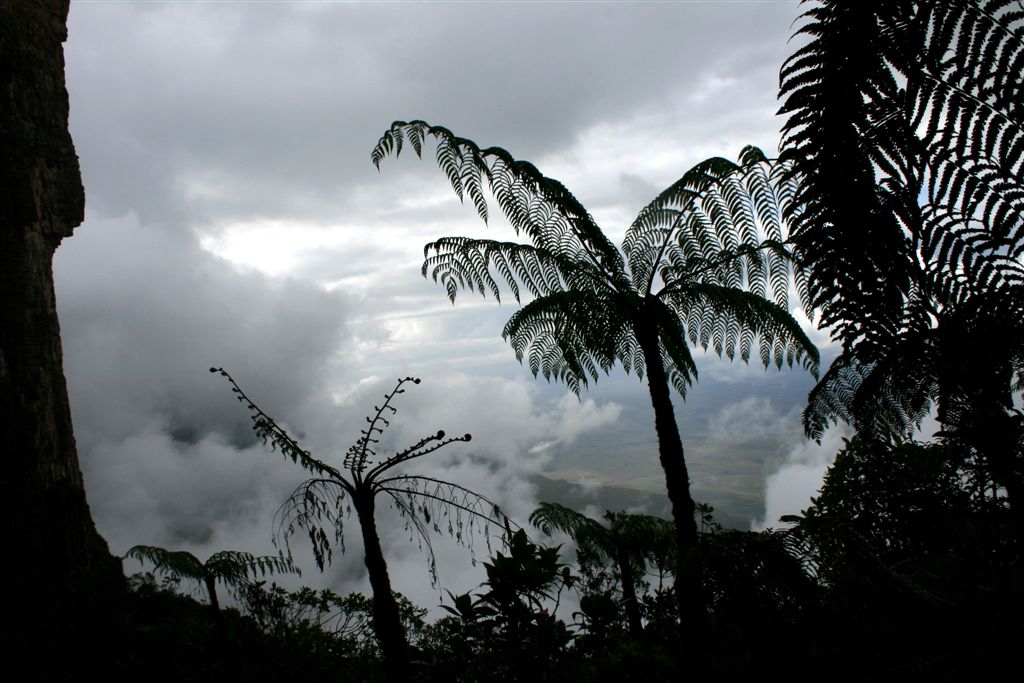
Stromové kapradiny Cyatheales mezi skalami
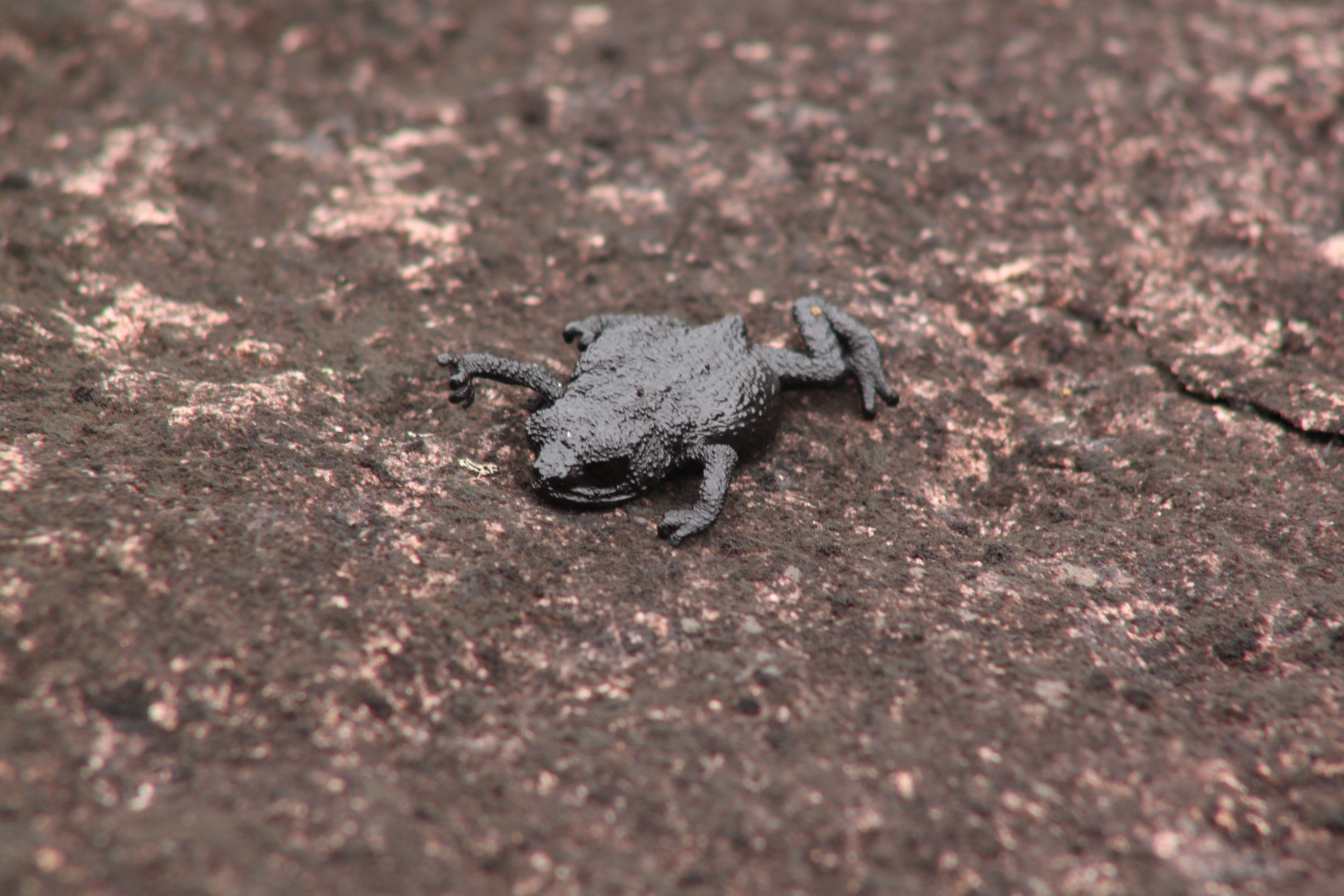
Endemický druh rosničky Anomaloglossus roraima

## Odkazy

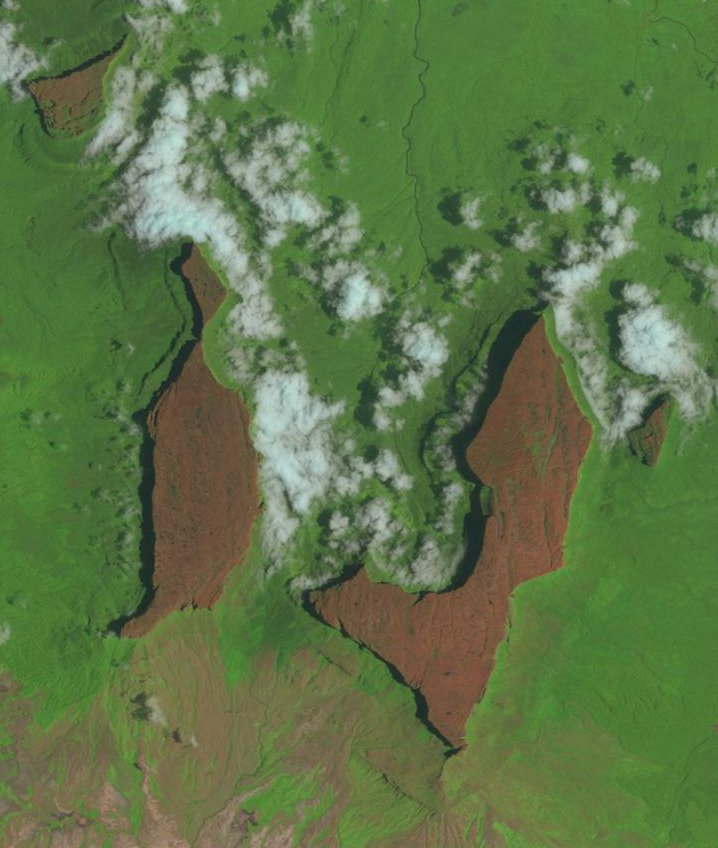
Satelitní snímek tepui Yuruani, Kukenan a Roraima